# 바알 (희곡)
《바알》(Baal)은 베르톨트 브레히트가 스무 살이던 1918년에 초고를 완성하고 죽기 전까지 거듭 고쳐 쓴 작품이다. 그의 개인적인 인생관과 여성관, 노동자와 사회에 대한 태도가 분명히 드러난다. ‘우리 사회에 있을 수 없는 부도덕함’으로 점철된 바알이라는 인물의 생애를 다뤘다.

## 배경
브레히트가 1918년에 초고를 완성한 첫 희곡 ＜바알＞은 ‘변증법’을 이해하지 못하면 모든 어렵게만 느껴지는 작품이다. 그가 단순하고도 완전한 ‘이기심’을 바탕으로 이 작품을 썼기 때문이다. 작품에는 브레히트가 이 세상에서 본 ‘기대’와 ‘절망’이 고스란히 담겨 있다.
첫 장면에서 바알은 미래가 촉망되는 시인으로 소개된다. 그 자리에 모인 출판업자와 비평가들이 한목소리로 바알과 그의 시를 칭찬한다. 하지만 바알은 술에 취해 이들을 맹렬히 비난하고 자리를 뜬다. 이후로 바알의 끝모를 비행과 악행, 방황이 계속된다. 참을 수 없는 부도덕함으로 점철되어 있던 바알의 생은 외롭고 비참한 끝을 맞는다.
브레히트가 이 작품에서 보여 주고자 한 것은 어떤 사람의 이야기가 아니다. 또한 누군가에게 있었던 여러 가지 일화를 펼쳐 보이려는 것도 아니다. 그에 따르면 이 작품은 누군가의 삶에 관한 이야기다. 출판용 원고 서문에 브레히트는 이 작품을 ‘바알’이라는 남자의 생애를 극적으로 재구성한 것이라고 밝혔다. 또한 바알이라는 비정상적인 인물을 통해 관객들은 20세기라는 시대를 제대로 발견하게 될 것이라고 언급했다. 존경한다고 밝힌 바 있는 베데킨트의 자연주의 극작 영향이 드러나는가 하면 말년에 이룩한 성과인 서사극, 교훈극 요소도 두루 포함되어 있어 브레히트의 작가적 역량을 이해하는 데 단초가 되는 희곡이다.